# Salvador Casañas y Pagés
Salvador Casañas y Pagés (5 de setembro de 1834 - 27 de outubro de 1908) foi um cardeal espanhol da Igreja Católica Romana. Ele serviu como bispo de Barcelona de 1901 até sua morte, e foi elevado ao cardinalato em 1895.

## Biografia
Salvador Casañas y Pagés nasceu em Barcelona, e estudou no seminário em Barcelona e da Universidade de Valência, de onde obteve sua licenciatura em Teologia em 1857. Foi ordenado ao sacerdócio em 18 de dezembro de 1858, e, em seguida, fez trabalho pastoral em Barcelona por vários anos. Mais tarde tornou-se professor e reitor de seu seminário, e foi nomeado administrador canônico de seu capítulo da catedral.
Em 7 de fevereiro de 1879, Casañas foi nomeado Administrador Apostólico sede plena de Urgel e bispo titular de Ceramus. Recebeu a consagração episcopal em 23 de março do mesmo ano, através do bispo José de Urquinaona e Vidot, com os bispos Tomás Sivilla y Gener e Tomás Costa y Fornaguera como co-consagradores, na Catedral de Barcelona. Casañas foi nomeado Bispo de Urgel no dia 22 de setembro seguinte; nesta posição, ele também serviu como co-príncipe de Andorra. Os co-príncipes franceses de Andorra durante sua liderança foram Jules Grévy, Sadi Carnot, Jean Casimir-Perier e Félix Faure. Ainda em 1879, Dom Salvador foi nomeado promotor do processo canônico de beatificação de José Oriol. Foi eleito por pelos bispos da província eclesiástica de Tarragona e nomeado pelo rei Alfonso XII como senador (1893-1895).
O Papa Leão XIII nomeou-o cardeal dos Santos Ciríaco e Julita no consistório de 29 de novembro de 1895. Casañas foi feito bispo de Barcelona em 18 de abril de 1901, e mais tarde participou no conclave de 1903, que selecionou o Papa Pio X. Por um favor especial do novo papa, ele e seus sucessores receberam o pálio por decreto de 11 de abril de 1904; ele recebeu o pálio pelo procurador em 21 de novembro de 1904. No dia de Natal de 1905, um anarquista fez uma tentativa frustrada de assassinar o cardeal no claustro da catedral de Barcelona.
Casañas morreu em Barcelona, com a idade de 74 anos, e foi sepultado na Capela de São José Oriol, na catedral daquela cidade.